# Лазистан
Лазистан (лаз. ლაზონა — Лазона; груз. ჭანეთი — Чанети; груз. ლაზეთი Лазети) — грузинский исторический регион, населённый лазами. Ныне входит в состав Турции и разделён на илы (провинции) Ризе, Артвин, Трабзон. В русскиx источниках XVI—XIX веков упоминается как часть т. н. «Турецкой Грузии» или «Грузинская земля».

## Название
В 1923 году в турецком парламенте было предложено изменить название провинции Лазистан на Ризе, что вызвало серьезных дискуссий. Основная аргументация в пользу смены названия была связана с идеей, что «Лазистан» не соответствует турецкой национальной идентичности и может вызвать недоразумения относительно территориальных принципов. Обозначение термина Лазистан было официально запрещено в 1926 году.

## Природа
Находится на северо-востоке современной Турции, в пределах северных склонов Восточно-Понтийских гор, обращенных к Чёрному морю. Высота до 3937 м (г. Качкар). Склоны изрезаны поперечными долинами рек. Климат субтропический, осадки 2-3 тыс. мм в год. В прибрежной полосе культивируются табак, виноградники, кукуруза, фундук, цитрусовые. Широколиственные леса из дуба, клёна, бука, граба с густым вечнозеленым подлеском распространены у подножий гор; на высоте 400-1250 м буково-еловые леса; на высоте 1250-1900 м еловые леса с примесью пихты; выше — криволесье и горные луга. Во время древних оледенений Лазистан служил убежищем для теплолюбивой флоры и фауны.

## История
В древности этот регион являлся частью Колхидского царства. Царство Эгриси было известно древним грекам и римлянам под названием Лазика, а персам, как Лазистан. В отличие от северных соседей — мегрелов и южных — армян, Чанети избежало арабского владычества и осталось в составе Византии. В Средние века Лазистан был частью Грузии вплоть до турецкого завоевания в 1578 году. В 1878 году восточный Лазистан (включая город Батум) вошёл в состав Российской империи, а центр османского санджака переместился из Батума в город Ризе. Площадь санджака составляла 3733,73 км² (3500 кв. вёрст). Жителей (лазы и греки) было 138 400. Лазистан доставлял турецкому флоту лучших моряков.
После падения Грузинской Демократической Республики в 1922 году территория Лазистана была разделена между Грузинской ССР (Аджария) и кемалистской Турцией в 1925 году.